# Caleb Shomo
Caleb Joshua Shomo (1 de diciembre de 1992) es un músico estadounidense, exvocalista de la banda de metalcore Attack Attack! y actual vocalista de la banda Beartooth. También hace demos como solista con el nombre artístico de DJ Club.

## Carrera musical

### DJ Club
Bajo el seudónimo de DJ Club Caleb es solista, solo cuenta con pocos demos en internet, una de sus canciones más famosas es All That I'm About, donde Max Green (ex-Escape The Fate, actual vocal y guitarra en The Natural Born Killers) y Craig Mabbitt (ex-Blessthefall, actual vocalista de Escape The Fate) participan.
En el álbum Someday Came Suddenly las canciones Interlude y Hot Grills and High Tops son originales de él, pero las toca con Attack Attack!.

### Attack Attack!
Shomo se incorporó a inicios del 2008, a la banda de metalcore Attack Attack!, con 15 años de edad, tocando teclados y sintetizadores en las canciones The People's Elbow, Dr. Shavargo Pt. 2, Party Foul y What Happens If I Can't Check My MySpace When We Get There? en el EP If Guns Are Outlawed, Can We Use Swords?, el que también coprodujo.
Someday Came Suddenly se estrenó el 11 de noviembre de 2008, su primer álbum, gracias a este álbum el movimiento del hardcore electrónico se masificó en parte, es uno de los álbumes más conocidos del género y es gracias a Caleb y su banda, ya que mezclaron sonidos de electrónica con post hardcore.
En el año 2008, la banda queda sin vocalista, Austin Carlile (después vocalista de Of Mice & Men) es expulsado, Nick Barham (antiguo vocalista de For All We Know) toma su puesto, Barham decide dejar la banda en octubre del 2009 y los miembros restantes deciden que Caleb tome su puesto, pero que a la vez siga como teclista.
Attack attack! fue el álbum debut de las voces de Caleb y segundo con su participación, se lanzó el 8 de junio de 2010, por Rise Records.

## Discografía
Attack Attack!
- If Guns Are Outlawed, Can We Use Swords? EP (Independiente, 2008) - (pistas 1-4, teclados, sintetizadores, programación, coros)
- Someday Came Suddenly (Rise, 11 de noviembre de 2008) - (teclados, sintetizadores, programación, coros)
- Attack Attack! (Rise, 8 de junio de 2010) - (voces, teclados, sintetizadores, programación, guitarra rítmica)

Beartooth
- Sick (EP) (2013)
- Disgusting (2014)
- Aggressive (2016)
- Disease (2018)
- Below (2021)
- The Surface (2023)

### Singles
Attack Attack!
- Stick Stickly (4 de junio de 2009)
- Dr. Shavargo Part III (25 de agosto de 2009)
- The People's Elbow (9 de septiembre de 2009)
- Smokahontas (21 de enero de 2011)

### Videos
Attack Attack!
- Stick Stickly (versión alternativa, 2009)
- Stick Stickly (versión original, 2009)
- Dr. Shavargo Part III (2009)
- Smokahontas (2011)
- Last Breath (2011)
- The Wretched (2012)

### Apariciones
- Masses of a Dying Breed de Miss May I (Monument, Rise Records, 2010)[4][5]